# Biblioteca Salaborsa
La Biblioteca Salaborsa è una biblioteca pubblica di Bologna. È stata inaugurata nel 2001 all'interno della Sala Borsa da cui prende il nome.

## Storia

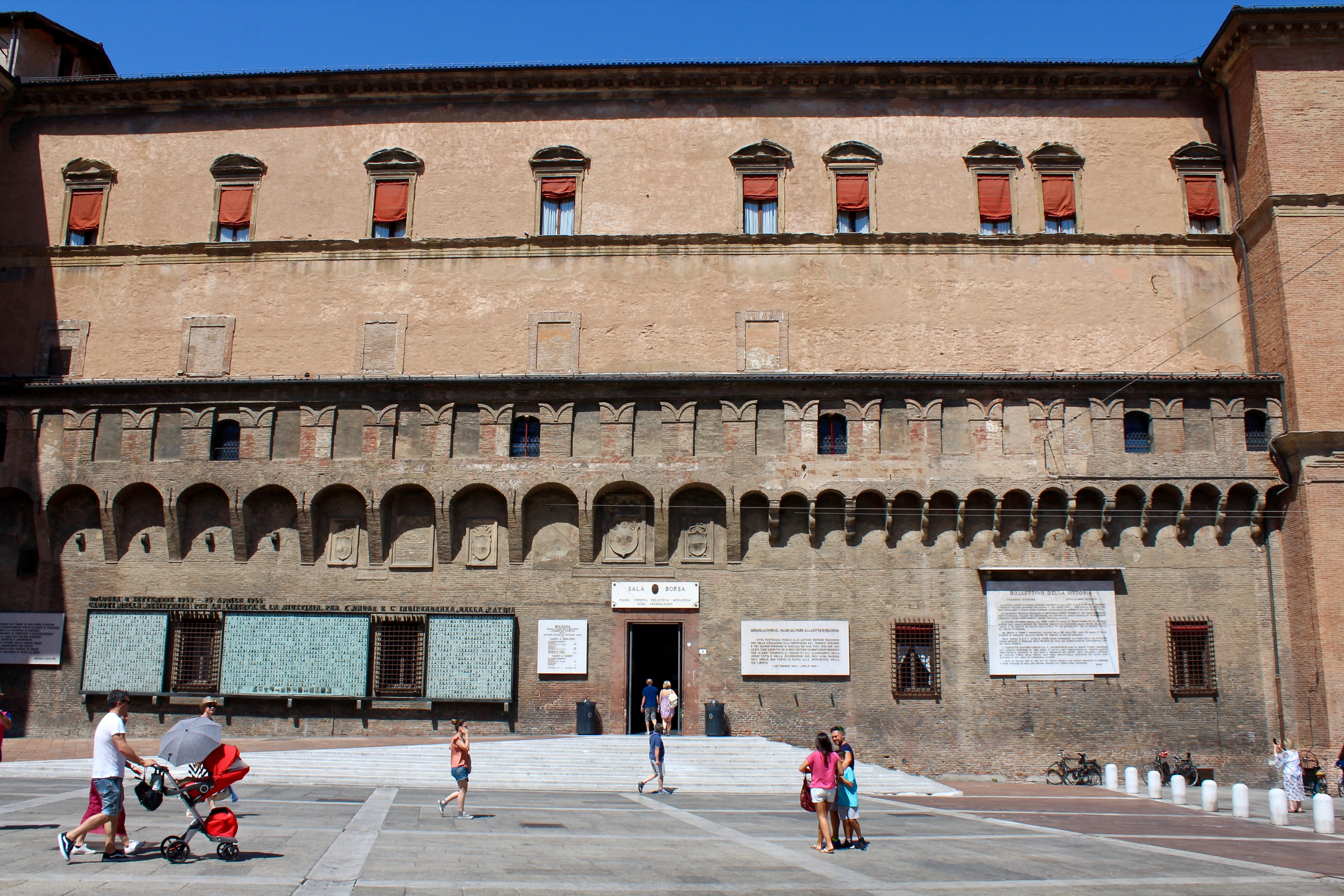
L'entrata della biblioteca

Tra il 1988 e il 1990, contestualmente al progetto urbanistico detto Parco urbano di Piazza Maggiore, viene proposto di trasformare la Sala Borsa da sede di uffici comunali a moderno polo culturale. La Biblioteca Centrale di Palazzo Montanari infatti soffriva della carenza di spazi e si intendeva così restituire al pubblico grandi porzioni di Palazzo d'Accursio.
Negli anni '90, contemporaneamente all'avanzamento dei lavori, proseguono le indagini sulla realizzazione della nuova biblioteca, in particolar modo tra il 1995 e il 1997, quando il progetto viene visto come prioritario dall'amministrazione anche in vista della nomina di Bologna a capitale europea della cultura per il 2000. Si giunge dunque alla definizione della Sala Borsa quale grande biblioteca pubblica generalista, contemporanea e multimediale: 12.000 mq di spazio, 100.000 volumi all'apertura con una capienza potenziale di 400.000, piazza coperta come fulcro centrale della biblioteca utilizzabile per conferenze, mostre ed altro; materiali audiovisivi e multimediali come cd e videocassette; 620 periodici italiani ed esteri e 45 quotidiani consultabili.
Tra il 1997 e il 2000 si susseguono i lavori, nonostante il cambio di giunta del 1999 che vede il progetto come troppo dispendioso (la spesa annua di gestione prevista era di 7,695 miliardi di lire). Alcune gare d'appalto vengono fermate e si pensa di ampliare la superficie concessa ad attività private. A febbraio 2001 vengono completati i traslochi della Biblioteca Centrale di Palazzo Montanari e della Biblioteca centrale bambini e ragazzi di Villa Mazzacorati. Il 12 dicembre 2001 finalmente la biblioteca viene inaugurata, con un finanziamento totale di 51 miliardi di lire.

## Descrizione

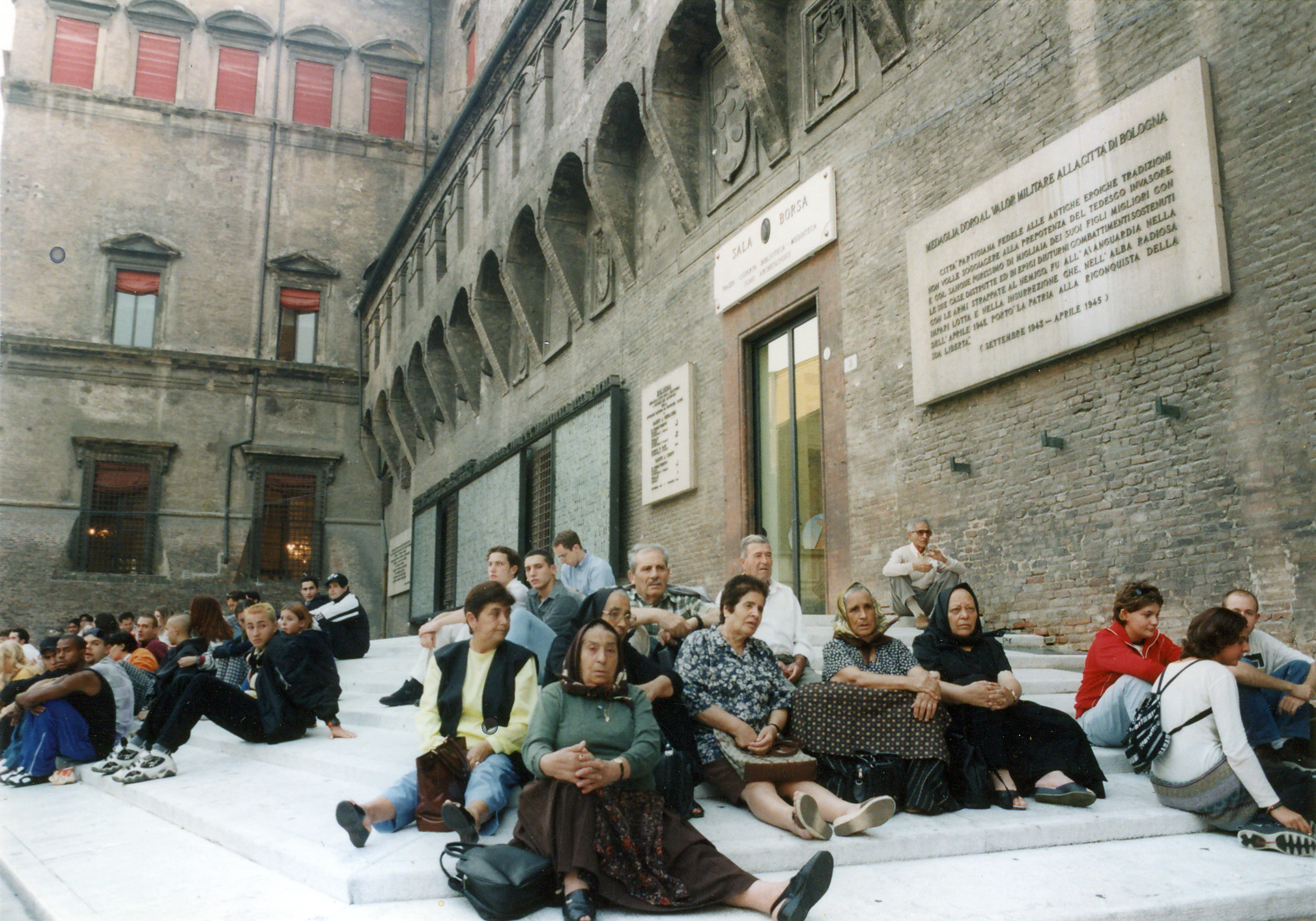
Credenti di fronte alla Biblioteca, durante la celebrazione del Grande Giubileo, 2000

Salaborsa è una biblioteca pubblica multimediale di informazione generale che documenta in particolare la cultura contemporanea attraverso diverse tipologie di documenti: libri, audiolibri, giornali, fumetti, riviste, mappe, video, CD audio, DVD, CD-ROM e banche dati. Tra gli obiettivi della biblioteca sono previsti la diffusione dell'uso delle risorse elettroniche e l'accesso alle nuove tecnologie dell'informazione; la documentazione della società bolognese contemporanea e dell'area metropolitana; il porsi come centro di aggregazione attraverso i servizi e l'organizzazione di eventi culturali aperti a tutti.

### Statistiche
Nel 2019 più di 1.200.000 persone hanno visitato la biblioteca, e sono stati effettuati circa 530.000 prestiti.

## Patrimonio
La biblioteca ha ereditato le collezioni e le funzioni della Biblioteca Centrale di Palazzo Montanari, della Biblioteca centrale bambini e ragazzi di Villa Mazzacorati e della Biblioteca Roberto Ruffilli; raccoglie più di 255.000 volumi, di cui 55.000 per bambini e ragazzi, tutti collocati a scaffale aperto. Inoltre possiede una vasta collezione multimediale che comprende circa 6.700 videocassette, 11.500 cd, 2000 tra cd-rom e dvd e altri 53.000 materiali audiovisivi.
Il catalogo delle collezioni della biblioteca è consultabile sull'OPAC del Polo bolognese del Servizio bibliotecario nazionale (SBN/UBO).
La biblioteca gestisce, per conto del sistema bibliotecario metropolitano di Bologna, EmiLib, la biblioteca digitale della regione Emilia-Romagna. Essa fa parte della rete MLOL (Media Library On-Line) e possiede 385.082 ebook oltre a rendere accessibili altre risorse digitali quali quotidiani, riviste, spartiti musicali, immagini e audiolibri.

## Salaborsa Ragazzi
Presso la Salaborsa Ragazzi ha sede IBBY Italia, l'organizzazione internazionale no-profit che ha l'obiettivo di "facilitare l’incontro tra libri, bambini e bambine e ragazzi e ragazze".

## Salaborsa Lab

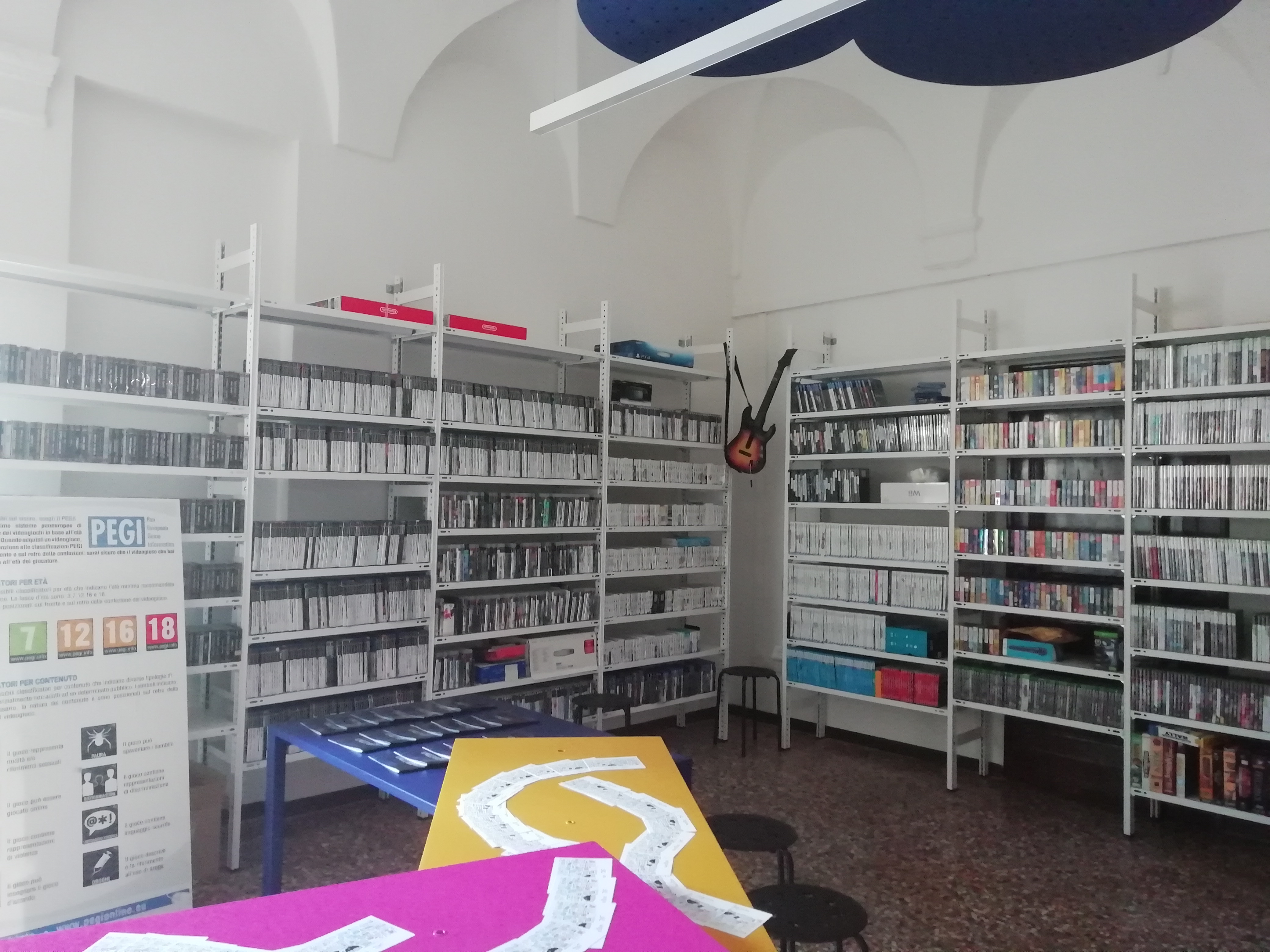
Una sala del Salaborsa Lab

Salaborsa Lab è una sezione distaccata della biblioteca, inaugurata il 30 maggio 2022 negli spazi riqualificati di vicolo Bolognetti, già sede della biblioteca di quartiere Roberto Ruffilli, della quale mantiene l'intitolazione. Essa è ospitata nei locali dell'ex monastero cistercense dei santi Leonardo e Orsola, ristrutturati su progetto dell'architetto Fabio Fornasari.
La biblioteca, incentrata sul multimediale, il digitale e la pluralità dei linguaggi, nel primo anno dall'inaugurazione ha ospitato le attività di Liquid Lab, progetto di welfare culturale del comune di Bologna. Salaborsa Lab conserva in maniera permanente l'Archivio videoludico della Cineteca di Bologna, donato nel 2022 al comune.